# Bokoživčniki
Bokoživčniki (znanstveno ime Polyplacophora) so skupina morskih mehkužcev, ki bivajo v pasu plimovanja oz. bibavice. Imajo široko nogo, pokriti pa so s ploščato ovalno lupino, ki je sestavljena iz osmih gibljivih ploščic. Znanih je preko 900 danes živečih vrst in preko 400 fosilnih vrst bokoživčnikov.
Termin bokoživčniki izhaja še iz starejše sistematike Jovana Hadžija. V slovenski literaturi so znani tudi pod imenom hitoni ter oklopniki, vendar se zraven navaja znanstveno ime Placophora, ki pa je del alternativne in sedaj manj sprejete klasifikacije.

## Telesne značilnosti
Odrasli osebki sodobnih bokoživčnikov merijo v dolžino od 8 mm do 33 cm, odvisno od vrste. Osem gibljivih ploščic bokoživčniku omogočajo, da se ob nevarnosti zvije v kroglo, pri čemer so ploščice seveda na zunanji strani. Ploščicam daje oporo močna in fleksibilna plast (angleško girdle), ki jo tvori plašč. Pri nekaterih vrstah omenjena plast delno pokriva ploščice (npr. pri črnem hitonu, Katharina tunicata) ali pa jih popolnoma zakriva (npr. pri Cryptochiton stelleri).
Telo je sploščene ovalne oblike in je v grobem podobno polževi nogi, čeprav glava in drugi mehki deli, z izjemo oporne plasti, niso vidni. Plaščno votlino predstavljata ozka kanala, ki potekata ob straneh med plaščem in telesom. Voda vstopi skozi odprtini blizu ust in teče po kanalu mimo številnih škrg do izhodnih odprtin blizu zadnjika (anusa).
Glava je zakrnela in nima oči ter čutilnih lovk. Pod strgačo (radulo) se nahaja čutilni organ (subradula) za zaznavanje snovi v okolju, ki ga lahko iztegne iz ustne votline. Pri nekaterih vrstah se na zobcih strgače nahaja magnetit. Bokoživčniki nimajo pravih ganglijev kot ostali mehkužci, vendar je živčevje zgoščeno v obliki obroča okoli požiralnika. Iz tega obroča potekajo proti sprednji strani telesa živci, ki oživčujejo ustno votlino in subradulo, medtem ko proti zadnjemu delu telesa potekata glavna svežnja živcev. Pedalni oz. nožni sveženj oživčuje nogo, medtem ko paliovisceralni sveženj oživčuje plašč in drobovje.

## Razmnoževanje
Razmnožujejo se spolno, oploditev je zunanja, do katere pride v vodi ali v plaščni votlini samice. Iz oplojenega jajčeca se razvije trohofor, ki je pri mehkužcih najosnovnejši tip ličinke. Ta živi kot plankton in se hrani s plavajočim organskim drobirjem, ki ga ujame z migetalkami. Iz ličinke se po določenem času razvije mladi osebek, ki sčasoma dozori.

## Življenjski prostor in način življenja
Bokoživčniki so morske živali in bivajo na skalnatih obalah oz. trdi podlagi v območju plimovanja, čeprav so nekatere primerke našli celo na globini okoli 7.000 m. Butanju valov in ostalim nevarnostim uspešno kljubujejo s sploščenim in podolgovatim telesom, s svojo močno nogo pa se lahko pritrdijo na podlago. Pri pritrjevanju gre po navadi za kombinacijo krčenja mišica in lepljivih izločkov (tj. bioadheziva). 
Večina bokoživčnikov se hrani z algami in drugimi organizmi, katere strgajo s kamnov. Znan je plenilski rod Placiphorella, ki plen, tj. majhne rake in druge nevretenčarje, ujame pod plaščem.
Številne vrste bokoživčnikov izkazujejo sposobnost vračanja na isto mesto (angleško homing), tj. med hranjenjem zapustijo bivališče, nato pa se kljub nahajanju na neznanem območju zopet uspešno vrnejo na svoje stalno mesto. Natančen mehanizem usmerjanja ni znan, domneva pa se, da izrabljajo magnetne lastnosti magnetita (ki se nahaja na zobcih strgače) za navigacijo v elektromagnetnem polju, podobno kot npr. ptice selivke in golobi pismonoše.

## Pomen za človeka
Bokoživčnika za človeka niso pomembni v gospodarskem smislu, čeprav naj bi nekateri ameriški staroselci na zahodni obali Severne Amerike uživali bokoživčnike vrste Cryptochiton stelleri.